# Oust-Omtchoug
Oust-Omtchoug (en russe : Усть-Омчуг) est une commune urbaine de l'oblast de Magadan, en Russie, et le centre administratif du raïon Tenkinski. Sa population s'élevait à 2 659 habitants en 2022.

## Géographie

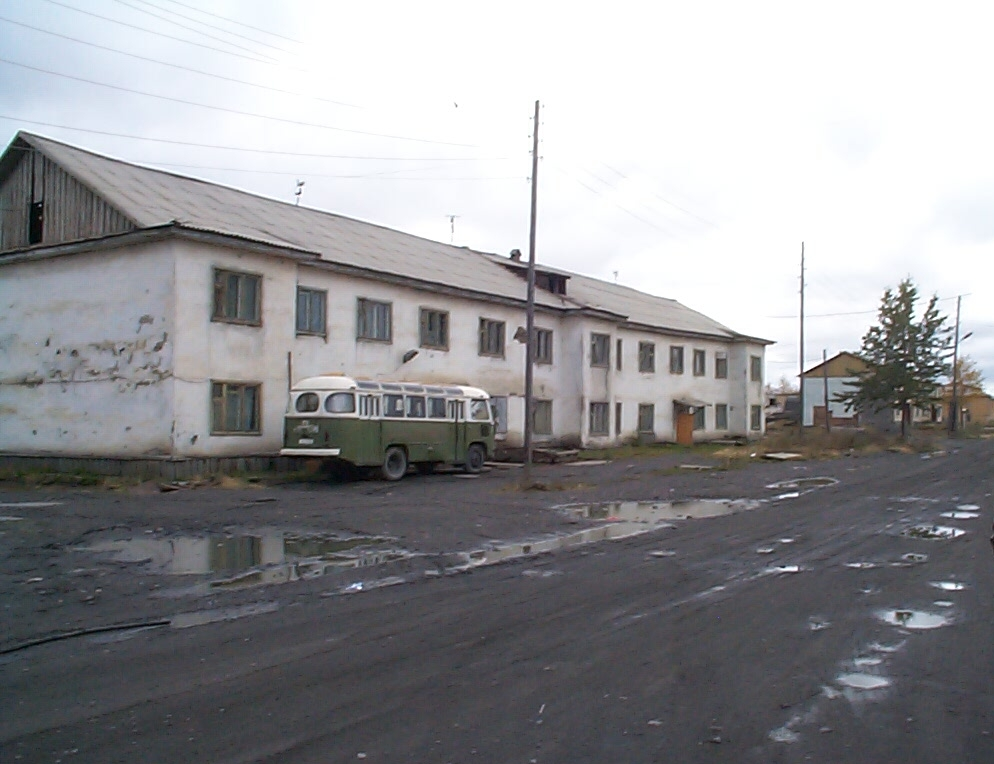
Oust-Omtchoug, septembre 2004

Oust-Omtchoug est arrosée par la rivière Omtchoug, dans le bassin de la Kolyma, et se trouve à 188 km au nord-ouest de Magadan et à 5 735 km à l'est de Moscou.

## Histoire

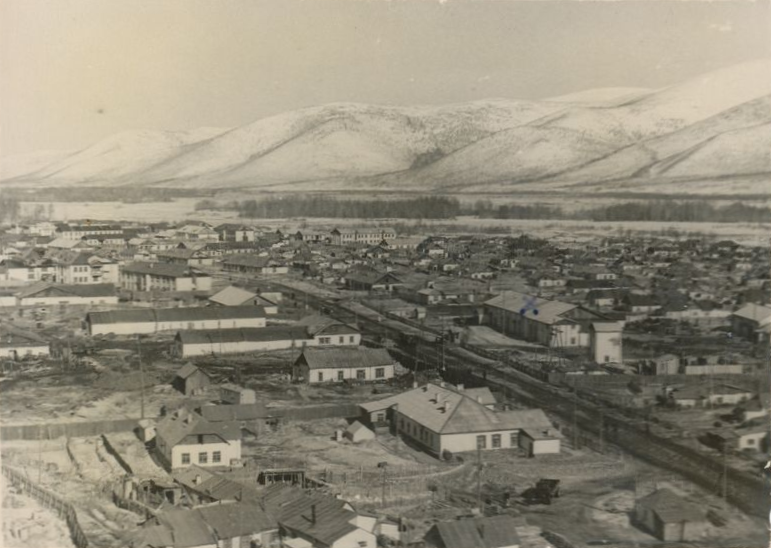
Vue aérienne en 1958

Sa fondation remonte à 1936, quand la route de la Kolyma atteignit cet endroit qui se situe dans une région qui n’avait pas encore été habitée par les Russes. Oust-Omtchoug devint officiellement le centre administratif du raïon Tenkinski (raïon de Tenkine) en 1939 quand 12 000 personnes y habitaient déjà, principalement des « bagnards » du Goulag, qui travaillaient dans les mines d’or. Il y avait là des entreprises d’exploitation minière, un garage automobile, une entreprise de construction, le sovkhoze Tenkinski, des constructeurs de routes et un bureau de commerce, qui étaient actifs dans la ville. 
De 1949 à 1956 s'y trouvait aussi un des camps du Tenlag (issu du Sevvostlag) du Dalstroï. En 1976, le premier plan de développement pour la ville fut conçu, portant sur le manque de logements et l’amélioration de la situation socio-économique. Un hôtel y fut aussi construit et la construction d’un complexe d'appartements débuta. Les ruines du chantier se trouvent toujours sur place. Dans les années 1990, les exploitations minières s’effondrèrent, toutes les entreprises de la région firent faillite et la ville perdit plus de la moitié de sa population.

## Population
Recensements (*) ou estimations de la population :
| 1959* | 1970* | 1979* | 1989*  | 2002* | 2004  |
| ----- | ----- | ----- | ------ | ----- | ----- |
| 5 943 | 8 223 | 8 535 | 11 343 | 4 867 | 4 700 |

| 2005  | 2006  | 2007  | 2008  | 2009  | 2010* |
| ----- | ----- | ----- | ----- | ----- | ----- |
| 4 555 | 4 333 | 4 330 | 4 227 | 4 128 | 3 915 |

| 2012  | 2013  | 2014  | 2015  | 2016  | 2017  |
| ----- | ----- | ----- | ----- | ----- | ----- |
| 3 727 | 3 609 | 3 515 | 3 452 | 3 432 | 3 273 |

| 2018  | 2019  | 2020  | 2021  | 2022  | - |
| ----- | ----- | ----- | ----- | ----- | - |
| 3 128 | 2 910 | 2 757 | 2 732 | 2 659 | - |

## Économie
Les activités économiques n’ont guère changé avec les années ; il s’y trouve une entreprise d’exploitation minière, une entreprise de réparation de matériel minier, une entreprise de sylviculture, et un sovkhoze d'élevage de poulets.

## Boutouguytchag

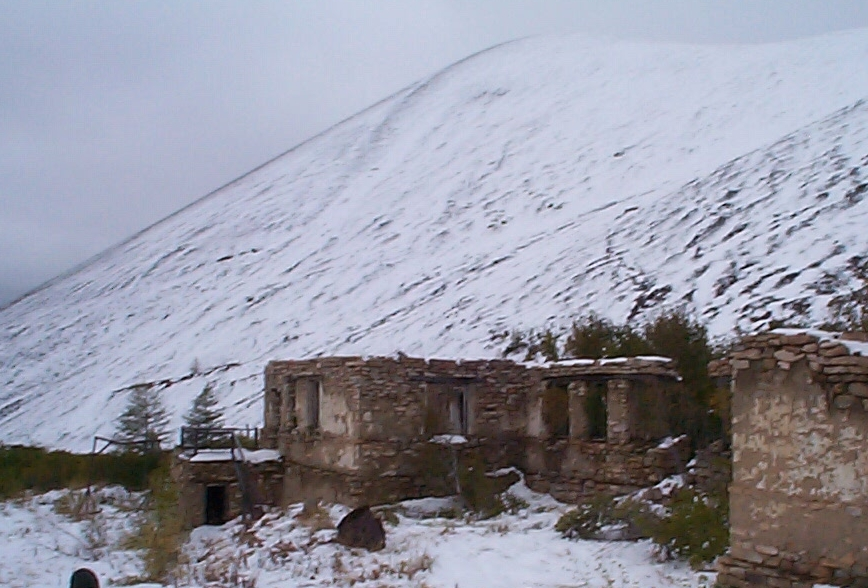
Bâtiments en ruine de la mine de Boutougytchag

À l’ouest d’Oust-Omtchoug se trouve une mine tristement célèbre, la mine de Boutougytchag (« mauvais lieu » en langue évène), gérée par le système de camp de travail forcé du Goulag de 1937 à 1955. C’était à l’origine une mine d’étain, mais dès la fin des années 1940, on y découvrit de l’uranium brut — première mine d’uranium de Russie —, du tungstène et du molybdène. Le nombre de morts parmi les prisonniers est inconnu car tous les témoignages sur le camp ont été détruits dans les années 1950, mais il est probablement très élevé : seuls les prisonniers les plus forts y étaient envoyés, et la majorité d’entre eux mouraient en l’espace de quelques mois. Par ailleurs, des expériences chimiques auraient été réalisées sur le cerveau des prisonniers exposés à la radioactivité. Toutefois les liens web existants ne semblent pas prouver toutes les rumeurs existantes à ce sujet
. L’endroit est lourdement pollué par la radioactivité et a été déclaré zone interdite.

## Sources
- (nl) Cet article est partiellement ou en totalité issu de l’article de Wikipédia en néerlandais intitulé « Oest-Omtsjoeg » (voir la liste des auteurs).